# BigMama
BigMama, pseudonimo di Marianna Mammone (San Michele di Serino, 10 marzo 2000), è una rapper e cantautrice italiana.

## Biografia
Nata nel 2000 a San Michele di Serino, in provincia di Avellino, si è diplomata al liceo scientifico, per poi trasferirsi a Milano nel 2018 per studiare urbanistica al Politecnico di Milano.
Ha iniziato a scrivere i primi brani all'età di tredici anni. Fin da bambina, è stata vittima di bullismo e body shaming dovuti al suo aspetto fisico e al suo peso corporeo.
Nel 2016, all'età di sedici anni, ha iniziato a pubblicare i suoi primi brani. Nel 2020 le è stato diagnosticato un linfoma di Hodgkin ed è guarita dopo un ciclo di chemioterapia nel febbraio del 2021.
Nel 2022 pubblicato il suo primo EP Next Big Thing, esibendosi poi in vari concerti. A maggio si è esibita al Concerto del Primo Maggio a Roma. Il 10 febbraio 2023 ha partecipato al 73º Festival di Sanremo nella quarta serata dedicata alle cover, in duetto con la cantante in gara Elodie, cantando American Woman dei The Guess Who, e nel luglio dello stesso anno si è esibita al Goa-Boa Festival.
Nel febbraio 2024 ha partecipato come concorrente in gara al 74º Festival di Sanremo con il brano La rabbia non ti basta, concludendo in ventiduesima posizione nella classifica finale. Nella quarta serata dedicata alle cover ha duettato insieme a Gaia, La Niña e Sissi (da Amici 21) cantando il brano Fa strano (Lady Marmalade), pubblicato il 22 marzo successivo.
L'8 marzo 2024 ha pubblicato il suo primo album in studio Sangue. Nell'aprile dello stesso anno è stato annunciato che l'artista avrebbe condotto un'anteprima speciale in esclusiva per RaiPlay del Concerto del Primo Maggio, trasmesso in diretta su Rai 3 e Rai Radio 2. Il 14 maggio ha pubblicato la sua prima autobiografia dal titolo Cento occhi, edita da Rizzoli, titolo utilizzato anche per l'omonimo singolo uscito il 29 marzo, e ha partecipato al concerto di iniziativa benefica Una. Nessuna. Centomila – in Arena per aiutare le donne vittime di violenza, esibendosi con Alessandra Amoroso. Successivamente all'evento, quest'ultima ha proposto all'artista di collaborare nuovamente insieme pubblicando il singolo Mezzo rotto. Il 22 luglio ha ricevuto il Premio Lunezia per il valore musical-letterario del brano Veleno; è una delle più giovani vincitrici del premio, consegnatole all'Anfiteatro Mazzola di Peccioli. Il singolo Mezzo rotto è salito fino alle prime dieci posizioni della classifica durante l'estate, prima volta per un singolo nella carriera di BigMama.
Il 20 settembre 2024 è stato reso disponibile il singolo Il linguaggio del corpo del duo musicale Paola & Chiara, a cui ha collaborato. Nello stesso mese ha vinto il premio rivelazione ai Billboard Italia Women in Music. Il 18 aprile 2025 è uscito il suo nuovo singolo San Junipero. Il 1º maggio ha condotto per la prima volta il Concerto del Primo Maggio, insieme a Ermal Meta e Noemi. Il 13, il 15 e il 17 maggio, insieme a Gabriele Corsi, ha commentato la 69ª edizione dell'Eurovision Song Contest. Il 6 giugno è uscito il singolo Bubble gum.

## Discografia
- 2024 – Sangue

## Tournée
- 2022 – Next Big tour
- 2023 – BigMama tour Estate 2023
- 2023 – BigMama Pride Month 2023
- 2024 – Sangue Summer tour 2024
- 2024 – Pride tour 2024

## Partecipazioni a manifestazioni canore
- Festival di Sanremo (Rai 1)
  - 2024 – 22º posto con La rabbia non ti basta

## Programmi televisivi
- Concerto del Primo Maggio (RaiPlay, 2024; Rai 3, 2025) - inviata (2024); conduttrice (2025)
- Eurovision Song Contest (Rai 2, Rai 1, 2025) - commentatrice

## Opere
- BigMama, Cento occhi, Milano, Rizzoli, 14 maggio 2024, ISBN 978-88-17-18466-3.

## Riconoscimenti
- Billboard Italia Women in Music
  - 2024 – Premio rivelazione[33]
- Premio Lunezia
  - 2024 – Premio al valore musical-letterario per Veleno[30]